# Europejska Federacja Stowarzyszeń Rodzin Katolickich
Europejska Federacja Stowarzyszeń Rodzin Katolickich (fr. Fédération des Associations Familiales Catholiques en Europe, skr. FAFCE) – federacja europejskich stowarzyszeń rodzin katolickich z siedzibą w Brukseli.
Początki organizacji sięgają roku 1991, kiedy to część stowarzyszeń uzgodniła wspólną kartę i przepisy, a w 1994 podpisano regulamin stowarzyszenia. W 1997 stowarzyszenie przekształciło się w federację o obecnej nazwie i zostało zarejestrowane w Strasburgu. W 2001 Rada Europy uznała FAFCE za organizację pozarządową o statusie partycypacyjnym, a w 2002 federacja uzyskała zezwolenie na składanie skarg zbiorowych w ramach Europejskiej Karty Społecznej. W 2009 otwarto siedzibę w Brukseli. W październiku 2019 federacja przyjęła w Brukseli rezolucję w sprawie Europejskiego Paktu na rzecz Dzietności. Celem działania federacji jest wpływanie na instytucje państwowe i europejskie celem uznania roli rodziny w służbie całemu społeczeństwu poprzez podejmowanie określonych działań demograficznych. Cel ten wsparto manifestem Silniejsze rodziny dla kwitnących społeczeństw.